# إعصار إيداي
إعصار إيداي الاستوائي هو أقوى إعصار استوائي ضرب دول جنوب أفريقيا من موزمبيق ومدغشقر وملاوي وزيمبابوي، في مارس 2019، أصبح أقوى إعصار إستوائي يضرب موزمبيق منذ إعصار جوكوي في سنة 2008، ذكرت وسائل الاعلام أن الإعصار أودى بمصرع حوالي 615 شخص جراء الفيضانات الناتجة عنه، حيث لقي 417 شخصا حتفهم في موزمبيق و139 في زيمبابوي و59 في ملاوي .

## الآثار الناجمة عن الإعصار
تسبب الإعصار إداي بفيضانات شديدة في أنحاء مدغشقر ومالاوي وموزمبيق وزيمبابوي، ما أدى إلى وفاة ما لا يقل عن 1297 شخصاً. تعرّض أكثر من 3 ملايين شخص لآثار مباشرة للإعصار، وكان مئات الآلاف بحاجةٍ إلى المساعدة. كما بلغ إجمالي الأضرار التي لحقت بالبنية التحتية في هذه الدول ما يزيد عن مليار دولار أمريكي.
| الدولة    | القتلى | المفقودون | الجرحى | المتضررون | الخسائر المادية (2019 بالدولار الأمريكي) |
| --------- | ------ | --------- | ------ | --------- | ---------------------------------------- |
| مدغشقر    | 1      | 2         | 0      | 1,100     | —                                        |
| مالاوي    | 60     | 3         | 577    | 922,900   | —                                        |
| موزمبيق   | 602    | 2٬000     | 1,641  | 1,850,000 | $773 مليون                               |
| زيمبابوي  | 634    | 257       | 232    | 270,000   | —                                        |
| الإجمالي: | 1٬297  | >2,262    | >2,450 | 3,044,000 | ≥$2 بليون                                |